# 東大島站
東大島站（日语：／ Higashi-ōjima eki */?）是位於日本東京都江東區與江戶川區交界上，屬於東京都交通局（都營地下鐵）新宿線的鐵路車站。車站編號是S 16。

## 概要
車站站長室位於江東區大島九丁目。因為是「江東區與江戶川區區界河川的橋上車站，月台位在行政區界上，是全國罕有的車站」，2000年入選關東車站百選。
本站在新宿線剛通車時是始發站。同時是江東區最東的車站。

## 歷史
- 1978年（昭和53年）12月21日：新宿線車站開業。
- 1983年（昭和58年）12月23日：延伸至船堀站，本站成為中間站。
- 2000年（平成12年）12月12日：車站入選關東車站百選。
- 2016年（平成28年）：車站改善工程動工。
- 2018年（平成30年）
  - 5月末：車站改善工程完工。月台外壁張貼玻璃，月台可跳望舊中川。
  - 8月25日：啟用月台閘門[4]。

## 車站
本站是側式月台2面2線之高架車站，因位於舊中川之上，車站出入口分別在河川兩端。（大島口、小松川口）。
過去船堀方向設有折返用的剪式橫渡線，作為列車折返使用。另外，船堀開業時由於難以增設橫渡線，此橫渡線持續用至篠崎開業為止。
| 月台 | 路線   | 目的地                     |
| ---- | ------ | -------------------------- |
| 1    | 新宿線 | 馬喰橫山、新宿、京王線方向 |
| 2    | 新宿線 | 船堀、本八幡方向           |

（來源：都營地下鐵:車站構內圖 （页面存档备份，存于））
由於月台位於彎道上，2號月台側全日有站員巡邏（1號月台僅出現在早晚尖峰時刻）。
車站北側有交通局大島廳舍、乘務員基地（大島乘務管理所大島乘務區），乘務員會在本站進行換班。
現在車站業務亦委託給東京都營交通協力會。
過去本站曾實施「車站Eco project」，內容包括設置太陽能發電、風力發電、雨水利用、屋頂綠化、觀葉植物等。並在2007年夏季於1號線月台設置乾霧裝置進行實驗，現在每年夏季均會啟用乾霧降溫。另外，小松川口剪票口外亦有該事業的展示空間。

## 利用狀況
2017年度1日平均上下車人次為32,646人（上車人次16,334人、下車人次16,312人）。
各年度1日平均上下車、上車人次如下表。
| 年度               | 1日平均 上下車人次 | 1日平均 上車人次 | 來源     |
| ------------------ | ------------------ | ---------------- | -------- |
| 1990年（平成02年） |                    | 11,477           | [ * 1 ]  |
| 1991年（平成03年） |                    | 11,768           | [ * 2 ]  |
| 1992年（平成04年） |                    | 12,044           | [ * 3 ]  |
| 1993年（平成05年） |                    | 12,296           | [ * 4 ]  |
| 1994年（平成06年） |                    | 12,411           | [ * 5 ]  |
| 1995年（平成07年） |                    | 12,222           | [ * 6 ]  |
| 1996年（平成08年） |                    | 12,134           | [ * 7 ]  |
| 1997年（平成09年） |                    | 12,400           | [ * 8 ]  |
| 1998年（平成10年） |                    | 12,367           | [ * 9 ]  |
| 1999年（平成11年） |                    | 12,109           | [ * 10 ] |
| 2000年（平成12年） |                    | 12,351           | [ * 11 ] |
| 2001年（平成13年） |                    | 12,849           | [ * 12 ] |
| 2002年（平成14年） |                    | 13,200           | [ * 13 ] |
| 2003年（平成15年） | 26,861             | 13,637           | [ * 14 ] |
| 2004年（平成16年） | 27,334             | 13,918           | [ * 15 ] |
| 2005年（平成17年） | 28,210             | 14,362           | [ * 16 ] |
| 2006年（平成18年） | 28,429             | 14,392           | [ * 17 ] |
| 2007年（平成19年） | 29,670             | 14,984           | [ * 18 ] |
| 2008年（平成20年） | 30,062             | 15,200           | [ * 19 ] |
| 2009年（平成21年） | 30,553             | 15,448           | [ * 20 ] |
| 2010年（平成22年） | 30,714             | 15,496           | [ * 21 ] |
| 2011年（平成23年） | 30,433             | 15,339           | [ * 22 ] |
| 2012年（平成24年） | 30,738             | 15,393           | [ * 23 ] |
| 2013年（平成25年） | 31,104             | 15,618           | [ * 24 ] |
| 2014年（平成26年） | 31,259             | 15,692           | [ * 25 ] |
| 2015年（平成27年） | 31,706             | 15,892           | [ * 26 ] |
| 2016年（平成28年） | 32,251             | 16,146           | [ * 27 ] |
| 2017年（平成29年） | 32,646             | 16,334           |          |

## 車站周邊
- 新大橋通（日语：東京都道・千葉県道50号東京市川線）
- 番所橋通（日语：東京都道477号亀戸葛西橋線）
- 舊中川（日语：旧中川）
- 荒川
- 大島小松川公園（日语：大島小松川公園）
- 大榮（日语：ダイエー）東大島店
- 江東區立東大島圖書館
- 地域醫療機能推進機構東京城東醫院（日语：地域医療機能推進機構東京城東病院）
- 中川船番所資料館（日语：中川船番所資料館）
- 小松川櫻會館
- 小松川健康支援中心
- 小松川科技城

### 巴士路線
最近的巴士站是大島口與小松川口兩方圓環的東大島站前，與東京都道477號線的東大島站入口。以下路線由東京都交通局運行。

#### 東大島站前（大島口）
- 門21：經龜高橋往東陽町站、門前仲町
- 草24：經大島站、龜戶站往淺草壽町
- 錦28：經北砂六丁目、住吉站往錦糸町站
- 陽20：經江東高齡者醫療中心（日语：順天堂大学医学部附属順天堂東京江東高齢者医療センター）往東陽町站
- 兩28：往葛西橋（日语：葛西橋）

#### 東大島站入口
- 龜24：往葛西橋／經大島站往龜戶站
- 草24:往東大島站
- FL01：經龜戶中學校（日语：江東区立亀戸中学校）入口、龜戶站通往錦糸町站／經船堀站往葛西站

#### 東大島站前（小松川口）
- 平28：平井站（循環）、往平井操車所
- AL01：Cherry Garden前（循環）往東大島站

## 圖片

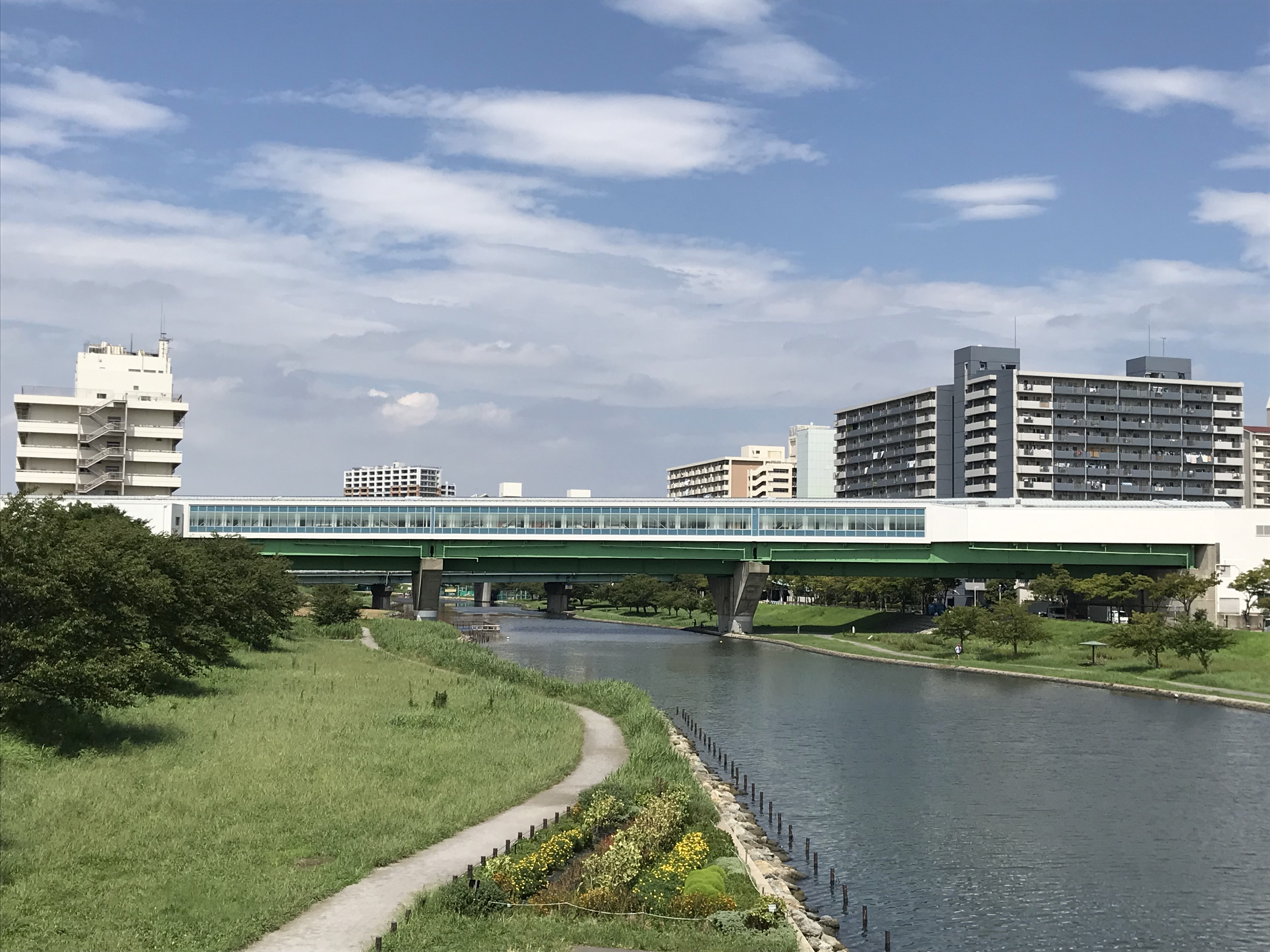
中川大橋看見的站舍（2019年8月29日）
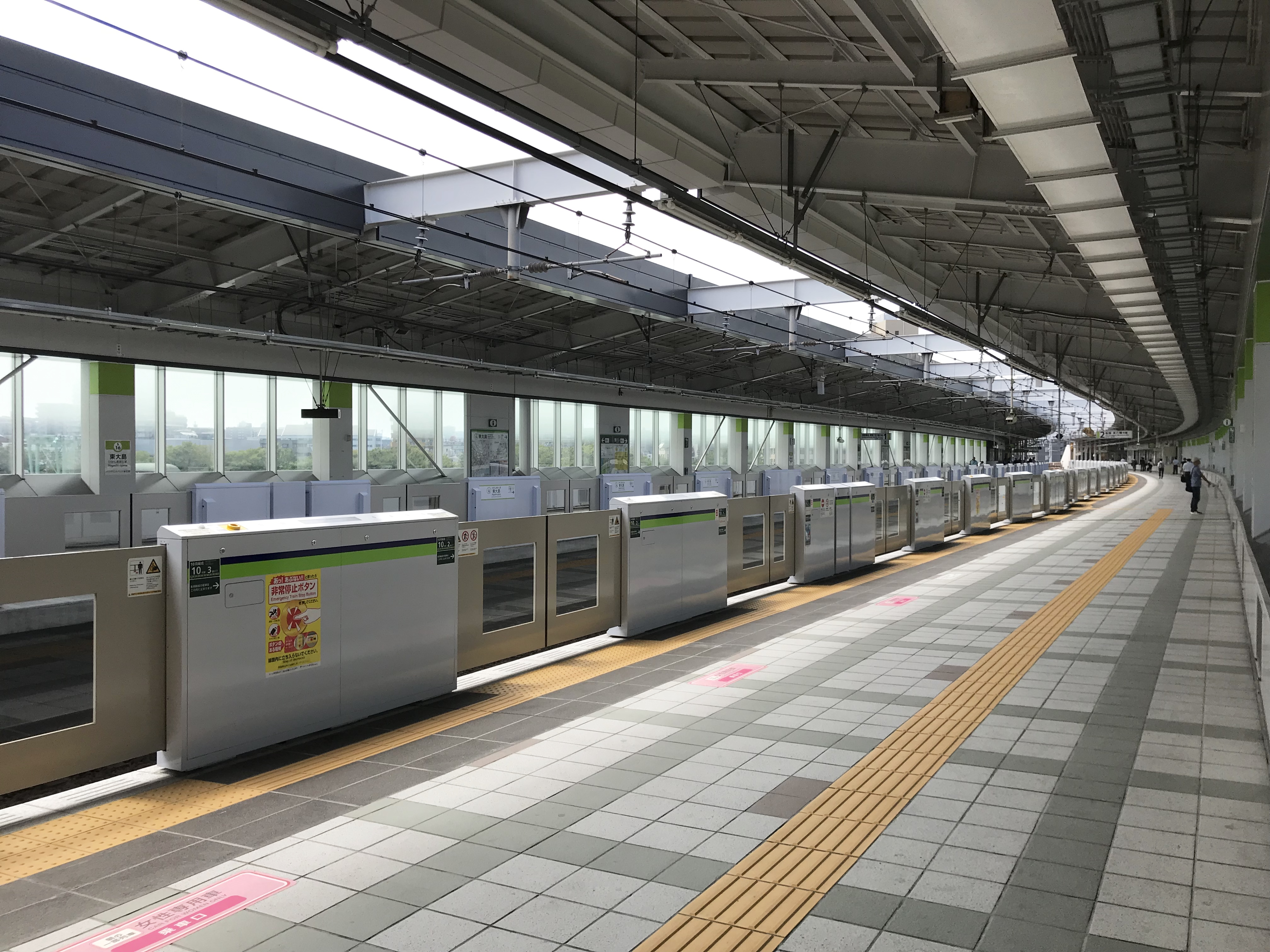
翻新後月台（2019年8月29日）
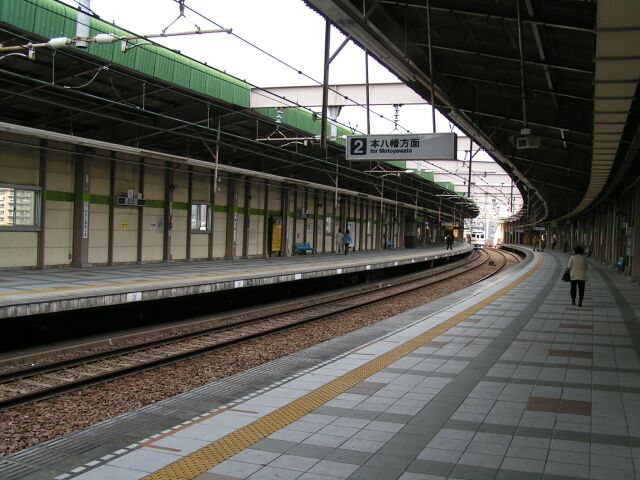
月台（2004年4月28日）
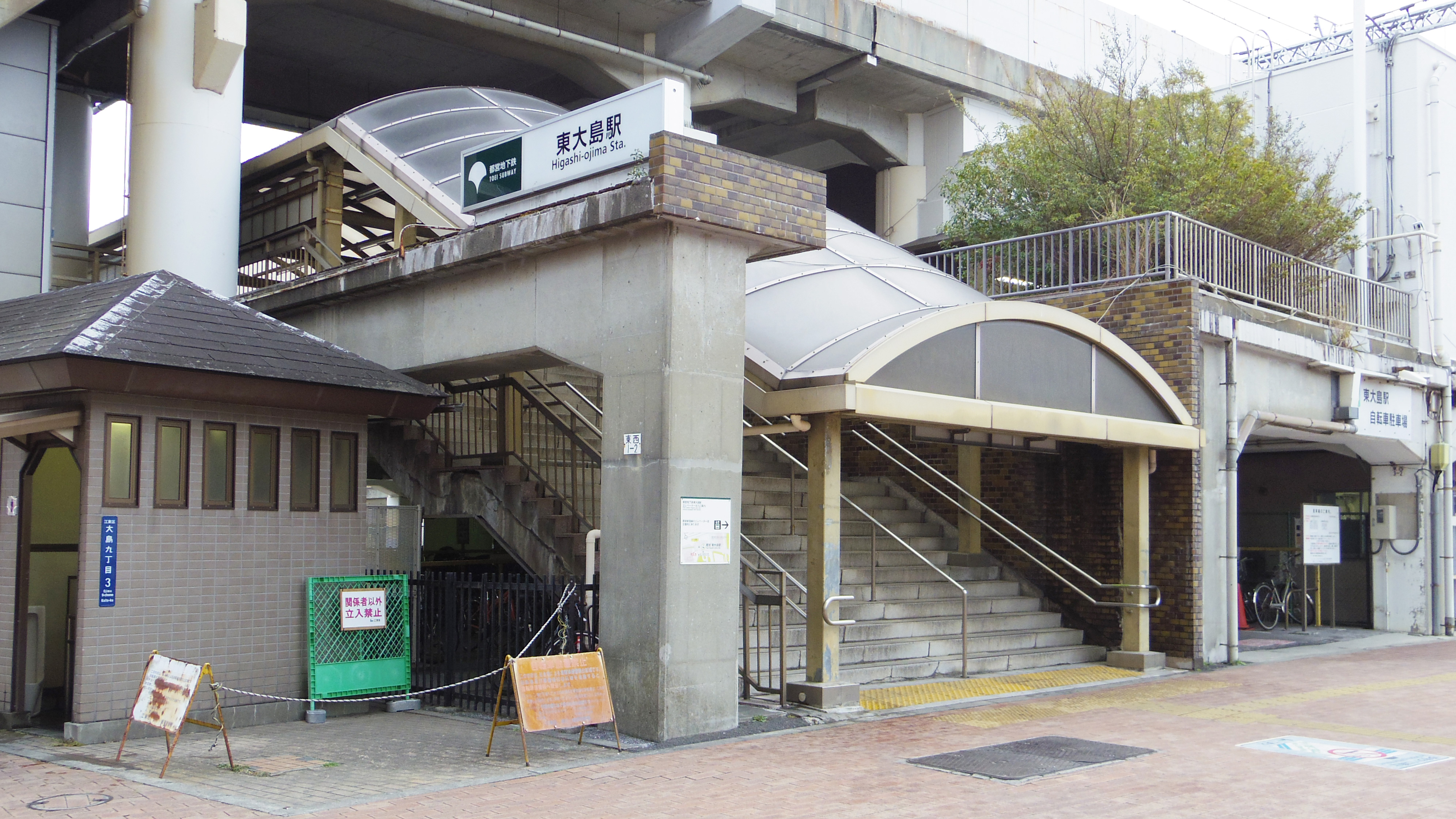
大島口（2019年2月11日）
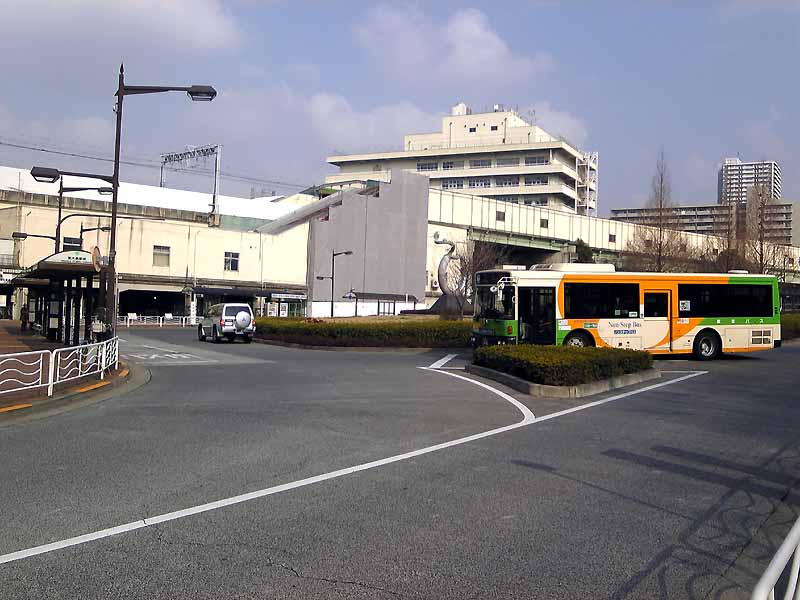
大島口巴士總站。後方大樓是大島廳舍（2007年2月10日）
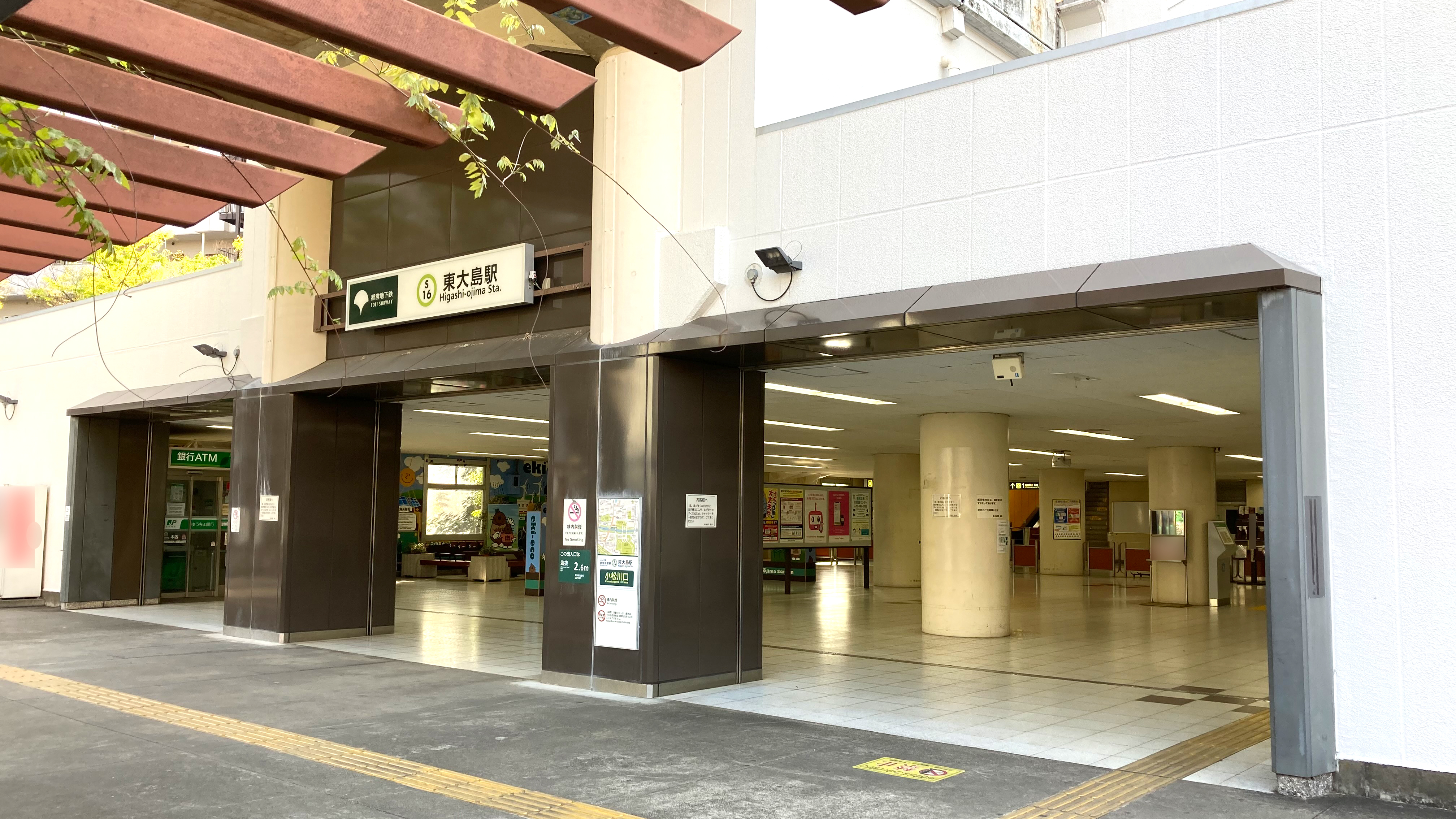
小松川口（2021年4月12日）
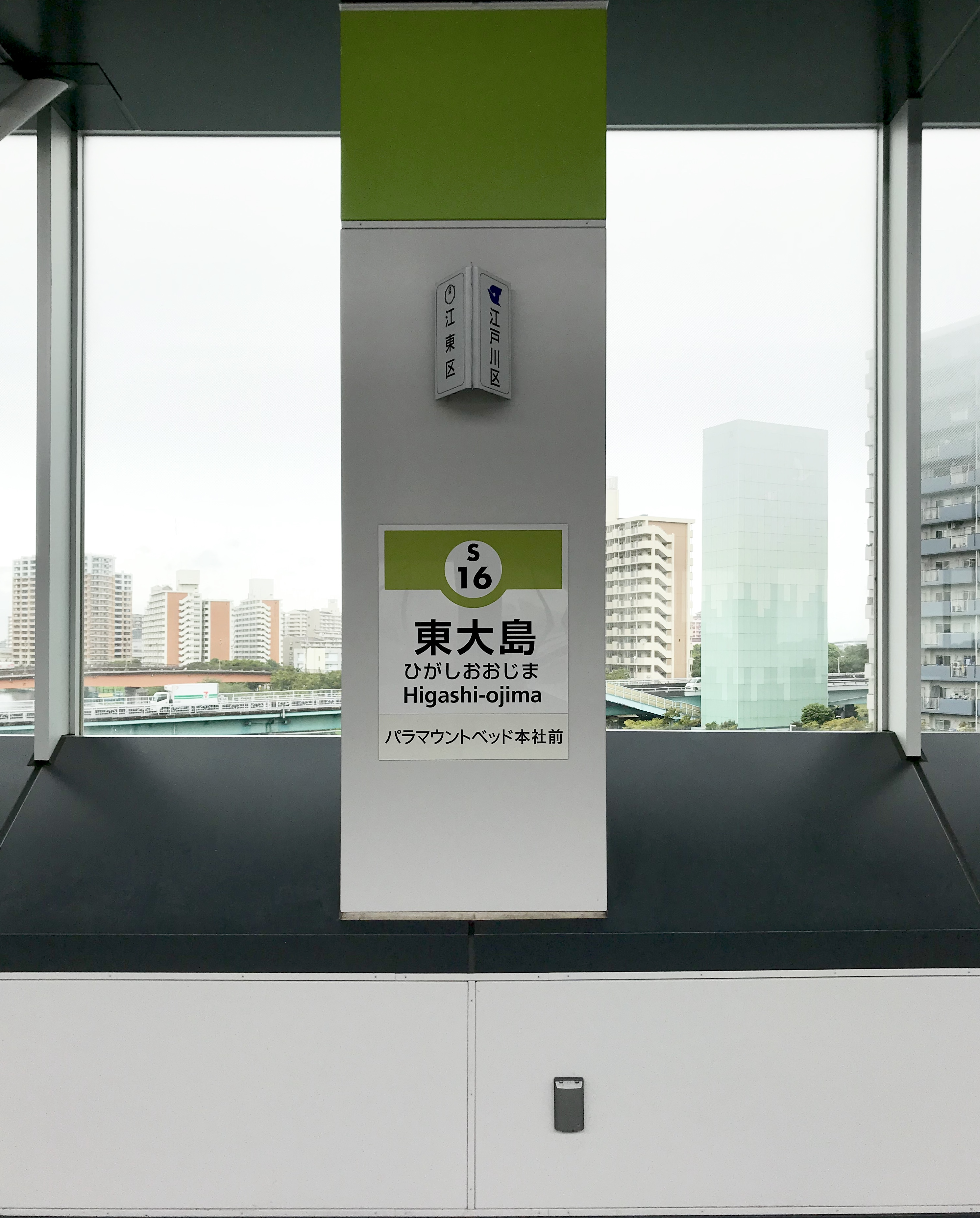
月台上行政區分標與站名牌（2019年8月30日）
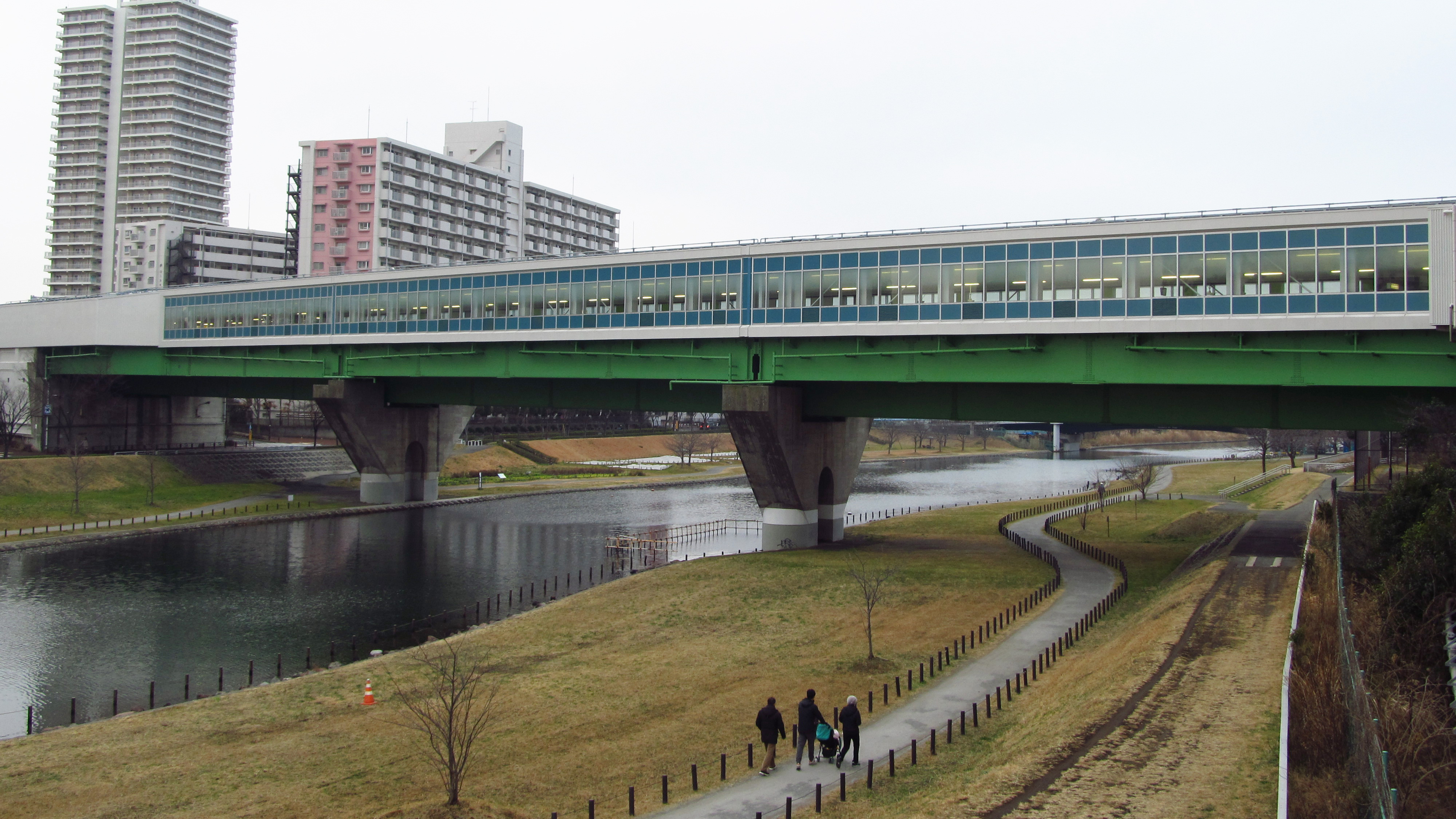
舊中川的橋樑上的東大島站（2019年2月11日）

## 相鄰車站
都營地下鐵
 新宿線
■急行
通過
■各站停車
大島（S 15）－東大島（S 16）－船堀（S 17）

### 來源
東京都統計年鑑
1. ↑  .   [2019-02-12]. （原始内容存档于2016-03-05）.
2. ↑  .   [2019-02-12]. （原始内容存档于2016-03-05）.
3. ↑  .   [2017-06-10]. （原始内容存档于2013-08-15）.
4. ↑  .   [2017-06-10]. （原始内容存档于2013-02-03）.
5. ↑  .   [2017-06-10]. （原始内容存档于2013-02-03）.
6. ↑  .   [2017-06-10]. （原始内容存档于2013-02-03）.
7. ↑  .   [2017-06-10]. （原始内容存档于2013-02-03）.
8. ↑  .   [2017-06-10]. （原始内容存档于2016-03-04）.
9. ↑  東京都統計年鑑（平成10年）PDF
10. ↑  東京都統計年鑑（平成11年）PDF
11. ↑  .   [2017-06-10]. （原始内容存档于2016-03-04）.
12. ↑  .   [2017-06-10]. （原始内容存档于2016-03-04）.
13. ↑  .   [2017-06-10]. （原始内容存档于2017-07-29）.
14. ↑  .   [2017-06-10]. （原始内容存档于2017-07-29）.
15. ↑  .   [2017-06-10]. （原始内容存档于2017-07-29）.
16. ↑  .   [2017-06-10]. （原始内容存档于2017-07-29）.
17. ↑  .   [2017-06-10]. （原始内容存档于2017-07-29）.
18. ↑  .   [2017-06-10]. （原始内容存档于2017-07-29）.
19. ↑  .   [2017-06-10]. （原始内容存档于2017-07-29）.
20. ↑  .   [2017-06-10]. （原始内容存档于2016-03-26）.
21. ↑  .   [2017-06-10]. （原始内容存档于2016-03-27）.
22. ↑  .   [2017-06-10]. （原始内容存档于2016-03-25）.
23. ↑  .   [2017-06-10]. （原始内容存档于2016-03-27）.
24. ↑  .   [2017-06-10]. （原始内容存档于2016-03-22）.
25. ↑  .   [2019-02-12]. （原始内容存档于2017-07-30）.
26. ↑  .   [2019-02-12]. （原始内容存档于2018-11-09）.
27. ↑  .   [2019-02-12]. （原始内容存档于2019-05-02）.

## 外部連結
- 東大島 - 東京都交通局